# ФК Ягодина
ФК „Ягодина“ (със сръбска кирилица: Фудбалски клуб Јагодина) е професионален футболен отбор от гр. Ягодина, Сърбия.
Клубът е основан през 1919 г. Играе домакинските си мачове на Градския стадион в Ягодина, който е построен през 1958 г., частично обновен през 2007 г. и разполага с капацитет от 15 000 седящи места.
Основният клубен цвят е синият. Отборът има интересното прозвище пуяците. През сезон 2012/13 ФК Ягодина участва за първи път в евротурнирите – в Лига Европа, защото завършва на 4-то място в сръбското първенство.

## Евротурнири
- Първо участие в Евротурнири

| Сезон   | Турнир           | Кръг     |  | Отбор    | Домакинство | Гостуване | Общ рез. |
| ------- | ---------------- | -------- |  | -------- | ----------- | --------- | -------- |
| 2012/13 | УЕФА Лига Европа | 1-ви кв. |  | Ордабаси | 0:1         | 0:0       | 0:1      |